# Quillaja saponaria
Quillaja saponaria, jedna od dviju vrsta drveća iz roda Quillaja, koji čini samostalnu porodicu u redu bobolike. Q. saponaria je vazdazeleno korisno stablo koje naraste od 15 do 20 metara visine (50-65 fstopa). 
Ova vrsta autohtona je u Čileu, gdje raste na visinama do 2000 metara.
Unutrašnji dio kore ovog drveta u doticaju s vodom stvara sapun zbog prisutnosti glukozidnog saponina. Mirisi izvedeni iz njega koriste se i u kozmetici i parfemima. Upotreba quillaja saponina poznata je bila još andskim narodima koji ga je osobito koristio kao tretman za različite probleme u prsima. Ekstrakt iz kore se koristi i kao aditiv za hranu, kao sastojak za lijekove, proizvoda za osobnu njegu i vatrostalnu pjenu. Koristi se i kao aditiv za fotografske filmove.